# Studia Islamica
Studia Islamica è una rivista scientifica di studi islamici che si occupa di storia, religione islamica, legge, letteratura e lingue del mondo musulmano, specialmente del Sud-Est asiatico e del mondo mediterraneo.
I direttori sono A. L. Udovitch (Princeton University) e Houari Touati (School for Advanced Studies in the Social Sciences). 

È stata fondata nel 1953 e ha cadenza semestrale.